# Actenodes flexicaulis
Actenodes flexicaulis är en skalbaggsart som beskrevs av Schaeffer 1904. Actenodes flexicaulis ingår i släktet Actenodes och familjen praktbaggar. Inga underarter finns listade i Catalogue of Life.